# Zodarion talyschicum
Zodarion talyschicum là một loài nhện trong họ Zodariidae.
Loài này thuộc chi Zodarion. Zodarion talyschicum được Peter Mikhailovitch Dunin & Nenilin miêu tả năm 1987.